# Az űzött vad
Az űzött vad (Hunted) az Odaát című televíziós sorozat második évadjának tizedik epizódja.

## Cselekmény
Dean elárulja öccsének, hogy halála előtt apjuk feladatot bízott rá: Samnek a Sárgaszemű démonhoz kapcsolhatóan különleges képessége van, ha pedig a fiú rossz útra térne, Deannek kötelessége, hogy megölje.
Sam teljesen kiborul, és elhatározza, hogy megkeresi a többi különleges képességű embert az országban, így az éj leple alatt autót lop, majd Dean nélkül Ellen-ékhez megy. Itt a zseni Ash kideríti neki, hogy Amerikában csupán 4 83'-as ember van, akinek kigyulladt a gyermekszobája: Sam, Max Miller, Andrew Gallagher és egy Scott Carey nevű fiú, akit azonban nemrég ismeretlenek meggyilkoltak.
Sam így a gyilkosság helyszínére, Indianába indul, ahol beszél Scott apjával és a halott srác szobáját is átkutatja, így rájön, hogy itt is Azazel áll a háttérben.
Mikor a fiú visszatér az itt kivett hotelbe, megjelenik egy Ava Wilson nevű lány, és közli vele: veszélyben van. Mikor Ava ezt bővebben kifejti, kiderül, hogy ő is különleges képességű, méghozzá látomásai vannak, melynek legújabbikjában Samet látja meghalni egy robbanásban.
Sam elhiteti a lánnyal, hogy mindketten kiválasztottak, majd segítségével ellopja Scott titkos pszichológiai aktáit, melynek hangszalagjáról fontos dolgokat tudnak meg: a halott fiú képes volt uralni az elektromosságot, és álmában többször megjelent neki egy "sárgaszemű" férfi, aki szerint ő egy katona lesz a közelgő háborúban.
Dean időközben megtudja Ellentől, hol van öccse, így ő is a városba érkezik, méghozzá éppen időben: a motelben lévő Sam és Ava életére ugyanis az ismét felbukkanó Gordon Walker tört, kezében egy mesterlövész-puskával. Dean a háztetőn megpróbálja leütni a vámpírvadászt, ám az felülkerekedik rajta és elfogja.
Gordon felhívja Samet, és közli, hogy elfogta a bátyját, akinek időközben elárulja, hogy azért vadászik a különleges képességű fiatalokra, mert egy általa megölt démon szerint ők lesznek a rossz oldal katonái egy közelgő háborúban.
Sam búcsút vesz Avától, majd fivére megmentésére indul, ám ekkor rádöbben, hogy Ava látomása szerint történik minden. A fiú azonban kijátssza az elhagyatott ház aláaknázott szobáját, így nem robban fel, ráadásul sikerül kiszabadítania Deant. Gordon ugyan megpróbál végezni mindkettejükkel, azonban a korábban kihívott rendőrök elfogják a férfit, aki később börtönbe is kerül.
Dean leszidja öccsét, amiért csak úgy eltűnt, majd néhány nappal később vele együtt elmegy Ava lakására, mivel az nem válaszol egy hívásra sem. Ott azonban megdöbbentő látvány fogadja őket: a lány eltűnt, vőlegényét pedig a nyomokból ítélve egy démon megölte…

## Időpontok és helyszínek
- 2006. ?

– Lafayette, Indiana
– Peoria, Illinois

## Zenék
- White Rabbit – Jefferson Airplane
- Carey Bell – Lonesome Stranger
- Muse – Supermassive Black Hole